# کنکورد (هواپیما)
کنکورد (به انگلیسی: Concorde)، یک هواپیمای مسافربری یا ترابری می‌باشد که توسط شرکت بریتیش ایرکرفت با همکاری سود-اویاسیون طراحی و ساخته شده است. این هواپیما در کنار توپولف-۱۴۴، یکی از دو هواپیمای فراصوت ترابری هوایی است که در پروازهای تجاری برای حمل مسافر مورد استفاده قرار گرفت. این هواپیما که محصول مشترک دو کشور فرانسه و بریتانیا است، قادر بود با سرعتی حدود دو برابر سرعت صوت یا عدد ماخ ۲ پرواز کند.
هواپیمای کنکورد، با بهره‌گیری از چهار موتور توربوجت با پس‌سوز، قادر به پرواز در سرعت‌های مافوق صوت بود. این موتورهای بسیار قدرتمند، مصرف سوخت بالایی داشتند. کنکورد یک هواپیمای بال‌دلتا بود و تنها رقیب آن، هواپیمای توپولف-۱۴۴ بود که در ظاهر بسیار به هواپیمای کنکورد شبیه است. کنکورد در سال ۱۹۷۷ بیست و سه میلیون پوند انگلستان قیمت داشت. این هواپیما برای اوّلین‌بار در دوم مارس ۱۹۶۹ به پرواز درآمد و در ۲۱ ژانویهٔ ۱۹۷۶ رسماً آغاز به کار کرد و بعد از حادثهٔ سقوطی که در ۲۵ ژوئیهٔ سال ۲۰۰۰ در پاریس رخ داد و تمام ۱۱۳ سرنشین این هواپیما کشته شدند، سرانجام با توجه به مصرف سوخت بسیار بالا و هزینه‌های تعمیر و نگهداری زیاد کنکورد، پرواز با این هواپیما دیگر از نظر اقتصادی مقرون‌به‌صرفه نبود و در نتیجه در بیست‌وچهارم اکتبر ۲۰۰۳ آخرین پرواز این هواپیما انجام شد.
به این ترتیب، فعالیت هواپیمای کنکورد در سال ۲۰۰۳ کاملاً متوقف شد و مدل‌های تولیدشده، اکنون در اختیار موزه‌های هوایی در جهان هستند.

## هواپیمای کنکورد در ایران

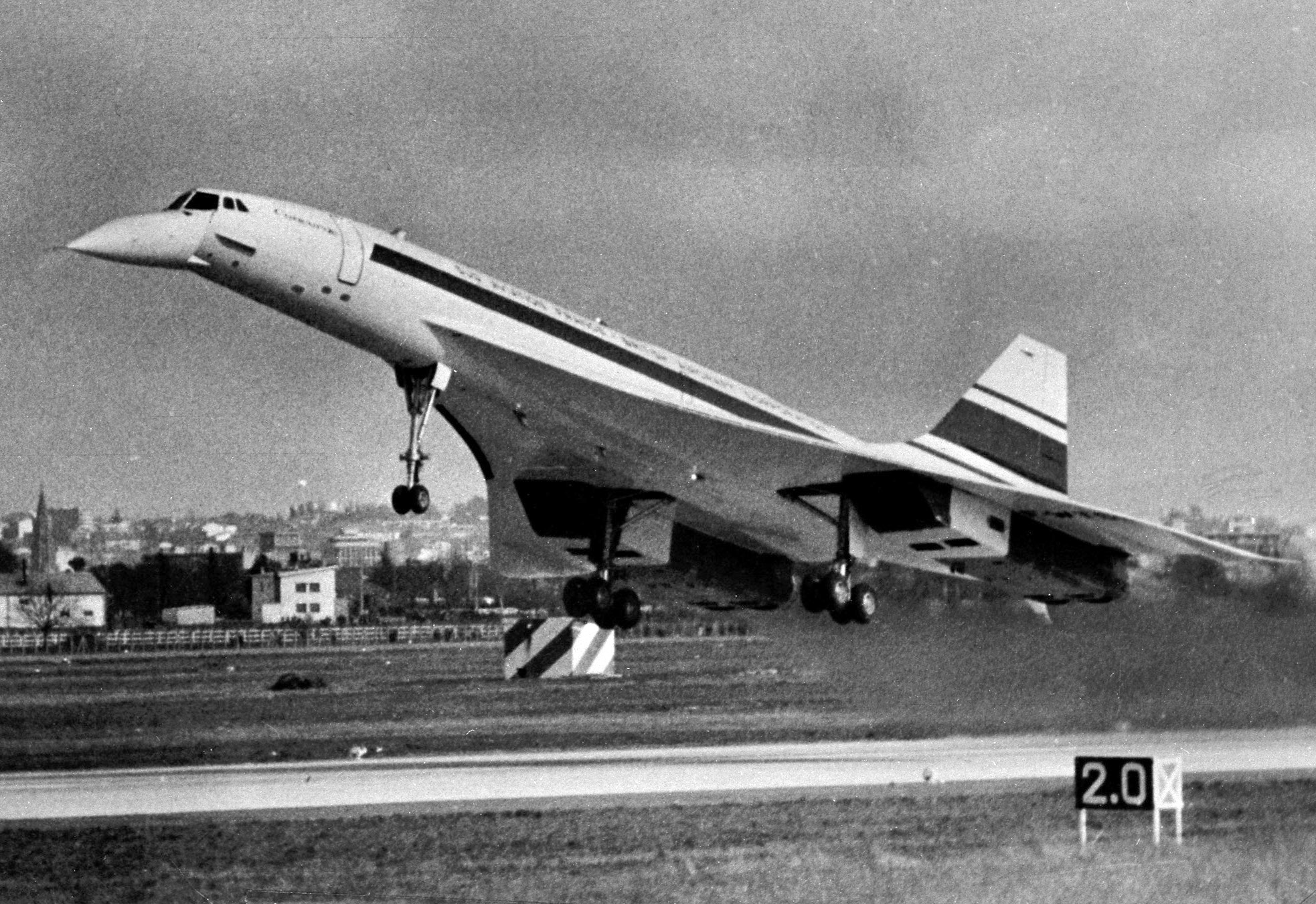

در سال ۱۹۷۳ میلادی (خرداد ۱۳۵۱) هواپیمای کنکورد نخستین پروازش به خاورمیانه را با پرواز به فرودگاه مهرآباد تهران انجام داد.
در سال ۱۹۷۲، دولت ایران ۳ فروند هواپیمای کنکورد برای هواپیمایی ملی ایران (هما) سفارش داد. این اوّلین سفارش قطعی بود که کنسرسیوم انگلیسی-فرانسوی آن موفق به دریافتش شد و به این ترتیب هما را در صف مقدم پروازهای زبرصوت مسافری جهان قرار داد. با وقوع انقلاب ۵۷ ایران، همهٔ این سفارش‌ها لغو شدند.

## سوانح
پرواز ۴۵۹۰ ایرفرانس یک پرواز چارتر بین‌المللی از فرودگاه شارل دوگل پاریس به فرودگاه بین‌المللی جان اف کندی در نیویورک بود که توسط هواپیمای کنکورد انجام می‌شد. بعدازظهر روز سه‌شنبه، ۲۵ ژوئیه ۲۰۰۰، در ساعت ۱۶:۴۴:۳۱ به وقت محلّی، هواپیمای کنکورد، به سریال F-BTSC هنگام برخاستن از باند فرودگاه، پس از برخورد با قطعات فلزی افتاده‌شده بر روی باند، دچار ترکیدگی تایر شد و تکّه‌های لاستیک، با سرعت و قدرت زیادی به قسمت زیرین بال چپ و به محل سیستم ارابه فرود هواپیما، پرتاب شد. همهٔ مهندسان هواپیمای کنکورد بعد از ۵۲ روز فهمیدند که علّت سانحه چه بوده است. قبل از برخاستن کنکورد یک هواپیمای مک دانل داگلاس دی سی-۱۰ از باند فرود برخاسته بود. بعد از برخاستن دی‌سی-۱۰ یک تکّه از موتور سمت چپ جدا شد و روی باند فرودگاه افتاد. هنگام تیک‌آف کنکورد، چرخ سمت چپ روی این تکّهٔ جداشده از دی‌سی-۱۰ رفت و لاستیک ترکید و یکی از تکّه‌های لاستیک، به یکی از مخازن سوخت برخورد کرد و این موضوع باعث ایجاد موج در مخزن سوخت شد. مخزن سوخت که از استحکام خوبی برخوردار نبود، سوراخ شد و سوخت از داخل به بیرون ریخت و باعث آتش‌سوزی شدید در قسمت چپ هواپیما گردید. وقتی کنکورد از باند فرود بلند شد، خدمهٔ پرواز دیگر نتوانستند آن را کنترل کنند و هواپیما با برخورد به یک هتل، سقوط کرد. در این سانحه، تمام مسافران و خدمه و چهار کارمند هتل جان باختند.

## کاربران
- ایرفرانس
- بریتیش ایرویز

## مشخصات

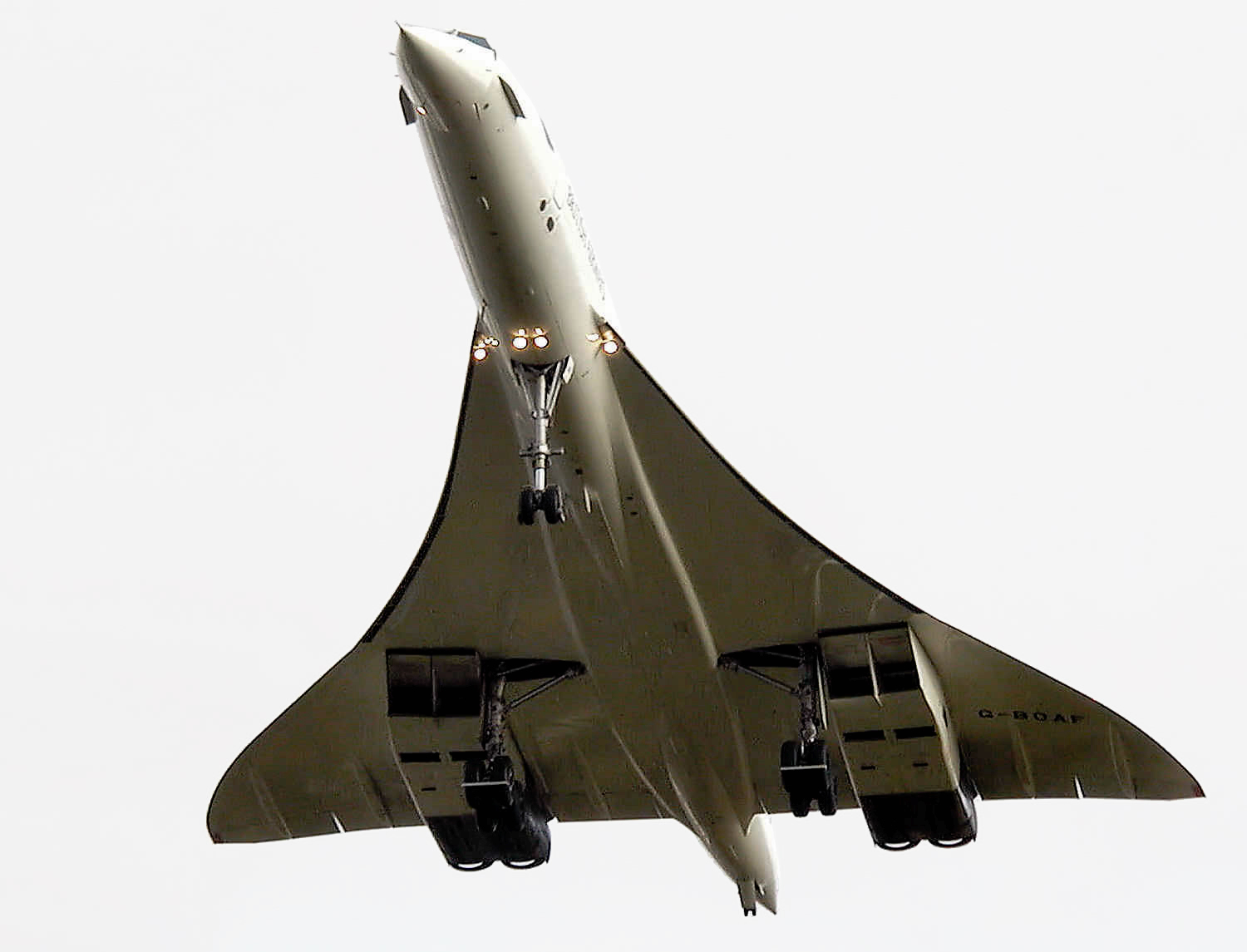
هواپیمای کنکورد

- خدمه:سه نفر (خلبان، کمک خلبان، مهندس پرواز)
- ظرفیت:۹۸–۱۲۸
- طول:۶۱/۶۶ متر
- طول بال:۲۵/۶
- ارتفاع:۱۲متر
- وزن خالص:۷۸٫۷۰۰kg
- نهایت سرعت:۲٬۰۴ماخ۲۱۷۰km/h در نهایت ارتفاع
- سقف ارتفاع:۶۰٬۰۰۰فوت(۱۸٬۳۰۰)متر
- نرخ صعود:۵٬۰۰۰فوت بر دقیقه(۲۵٫۴۱متر بر ثانیه)